# 丹尼尔·谭米特
丹尼尔·「丹尼」·谭米特（英語：Daniel "Danny" Tammet，1979年1月31日—）是一位因患有学者综合症而拥有超常智力的英国作家，有“脑人”（Brain Man）之称。他是迄今为止唯一一位能够正常交流并把他脑中信息处理的过程表达出来的自闭学者，这让他受到了许多神经科学工作者的关注。在2007年由4000多名英国人进行的投票调查中，丹尼尔·谭米特入选世界上“在世的一百位天才”，名列第十五位。

## 早期生活
丹尼尔·谭米特原名Daniel Paul Corney，于1979年1月31日出生在伦敦东区，在家中的九个孩子里排行老大。他在4岁时患上了癫痫，自此以后他的成长一直伴随着医学治疗，这让他经历了一段非常痛苦的童年。患病之后的谭米特开始对数字异常的敏感，他有时会因为数数而忘乎所以，这让他经常遭到小朋友的模仿和取笑。然而丹尼尔·谭米特并没有像其他自闭学者一样完全逃避到孤独症的监狱裡，谭米特认为这可能是他的大家庭让他不得不适应了这种状况。
丹尼尔·谭米特在2000年後將姓氏改為谭米特（在爱沙尼亚语中是橡樹的意思），因為原姓與他格格不入。
谭米特於25岁的时候被剑桥大学的孤独症研究中心诊断为亞斯伯格症候群。

## 超常智力

### 联觉
丹尼尔·谭米特具有一种非常丰富的联觉能力。在他眼中，每一个数字都有一个特有的形状、颜色和质地。在接受哥倫比亞廣播公司的60分钟时事杂志栏目录制的《被称作“脑人”的学者》节目的采访中，丹尼尔·谭米特描述了数字在他脑中的视觉形象，他说“它们的轮廓不是静态的，它们充满了颜色，充满了质地。从某种意义上讲，它们充满了生命力。”例如在丹尼尔的眼中289是丑陋的，而333很漂亮。丹尼尔·谭米特不只在口头上描述这些视觉形象，他还从事这方面的艺术创作，其中包括一幅描绘圆周率的水彩画。

### 圆周率背诵
丹尼尔·谭米特保持着圆周率背诵的欧洲纪录，在2004年的圆周率日（三月十四日）上创造的22,514位，共耗时五小时零九分钟。

### 语言天赋
丹尼尔·谭米特学习语言的速度非常快。为了证明这一点，60分钟时事杂志的节目《被称作“脑人”的学者》向丹尼尔·谭米特发出了用一周时间学会冰岛语的挑战。在一星期之后的测试中，主持测验的人认为丹尼尔的表现“非常了不起”，称“他对我们的问题理解的非常好并且我觉得他的语法用得很棒”。
丹尼尔·谭米特在他的回忆录《星期三是藍色的》中称他可以讲10种语言，包括：英语，西班牙语，法语，德语，芬兰语，立陶宛语，罗马尼亚语，冰岛语，威尔士语和世界语。丹尼尔对爱沙尼亚语情有独钟，因为爱沙尼亚语裡有丰富的元音。丹尼尔还创造出一种叫做“Mänti”的人工语言。mänty在芬兰语中是松树的意思。

## 现实生活
在现实生活中，丹尼尔·谭米特开设了一个叫做“Optimnem”的線上學習公司，提供外语教学服务。丹尼尔·谭米特还有出版过两本书：《星期三是藍色的》（Born On A Blue Day）、《拥抱广阔的天空》（Embracing the Wide Sky）及。丹尼尔·谭米特还积极配合神经科学工作者的实验项目，以便利用丹尼尔这把“钥匙”来解开大脑的奥秘。
2000年，谭米特遇上Neil Mitchell，兩人約會，跟著同居，但最後分手。現在谭米特與丈夫Jérôme Tabet在巴黎居住。